# Zeta Orionis
Désignations
ζ Ori A : HD 37742, HR 1948, TYC 4771-1188-1

Alnitak, ou Zeta Orionis (ζ Ori / ζ Orionis, Zêta d'Orion) dans la désignation de Bayer, est une étoile triple de la constellation d'Orion.

## Nom
Alnitak est le nom propre de l'étoile qui a été approuvé par l'Union astronomique internationale le 20 juillet 2016. Il  s'agit d'un nom traditionnel qui vient de l'arabe النطاق / an-niṭāq qui signifie « la ceinture ».

## Propriétés

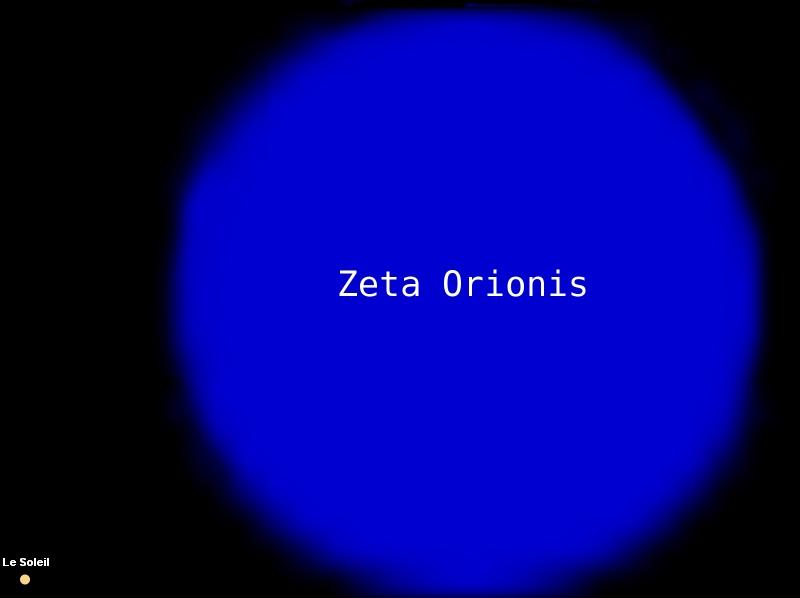
Zeta Orionis et le Soleil, à la même échelle.

Alnitak est situé à l'extrémité est de la ceinture d'Orion. Il s'agit d'un système stellaire hiérarchisé. Il est composé de ζ Orionis A et de ζ Orionis B. ζ Orionis A est elle-même une étoile binaire composée de ζ Orionis Aa et ζ Orionis Ab. L'étoile primaire, ζ Orionis Aa, est une jeune supergéante bleue : elle a une durée de vie courte, de l'ordre de quelques centaines de millions d'années, et elle finira en supernova. Elle est 250 000 fois plus brillante et 20 fois plus grande que le Soleil.

## Environnement stellaire
Le système Alnitak baigne dans les nébulosités de IC 434, où se trouve la nébuleuse sombre Barnard 33 mieux connue sous le nom de Nébuleuse de la Tête de Cheval. Alnitak est la première (en partant de l'Est) des trois étoiles alignées qui forment les « Trois Rois ». En effet, Alnitak (ζ Ori), Mintaka (δ Ori) et Alnilam (ε Ori) (appelées également « les Trois Mages ») constituent à elles trois la ceinture ou le baudrier d'Orion.